# Чернова, Вера Ивановна
Ве́ра Ива́новна Черно́ва (1925, Красная Стрелка — 9 июля 1974) — доярка учебно-опытного хозяйства Ивановского сельскохозяйственного института, Ивановская область.

## Биография
Родилась в 1925 году в селе Красная Стрелка (ныне — Большеигнатовского района Республики Мордовия) в крестьянской семье. В военные годы, после школы, работала в колхозе, почтальоном в селе.
После войны с семьёй переехала в Ивановскую область. Первое время работала в поле, затем перешла дояркой на ферму. Более 10 лет работала дояркой учебно-опытного хозяйства Ивановского сельскохозяйственного института.
В учхозе особое внимание уделялось продуктивной черно-пёстрой породе коров. По мнению специалистов, от этой породы можно было получать надои до 5000 кг, в два раза больше чем получали тогда. Приняв стадо, Вера Ивановна провела совместно с зоотехниками и ветеринарами большую селекционную работу, и через несколько лет получила желаемый результат — более 5000 кг молока от каждой фуражной коровы.
Указом Президиума Верховного Совета СССР от 8 апреля 1971 года за выдающиеся успехи, достигнутые в развитии сельскохозяйственного производства и в выполнении 8-го пятилетнего плана продажи государству продуктов земледелия и животноводства, Черновой Вере Ивановне присвоено звание Героя Социалистического Труда с вручением ордена Ленина и золотой медали «Серп и Молот».
В дальнейшем улучшила свой результат. В 1973 году от закреплённой группы коров при социалистических обязательствах 5500 килограммов на одну фуражную корову и плане — 5306 получила по 5642 килограмма молока. Это были самые высокие показатели в области.
Скончалась 9 июля 1974 года. Похоронена на кладбище села Панеево Ивановского района.
Награждена орденом Ленина, медалями.